# Trizay-lès-Bonneval
Trizay-lès-Bonneval är en kommun i departementet Eure-et-Loir i regionen Centre-Val de Loire strax norr om centrala Frankrike. Kommunen ligger i kantonen Bonneval som tillhör arrondissementet Châteaudun. År 2022 hade Trizay-lès-Bonneval 318 invånare.

## Befolkningsutveckling
Antalet invånare i kommunen Trizay-lès-Bonneval
Referens:INSEE